# François Szabowski
Œuvres principales
- Les femmes n’aiment pas les hommes qui boivent
- L’amour est une maladie ordinaire

François Szabowski est un écrivain français, né en 1977 et vivant à Paris[réf. nécessaire].
Il est également scénariste et réalisateur de courts métrages, ainsi que dramaturge.

## Biographie
François Szabowski est né en 1977.
Il publie son premier roman en 2011 aux éditions Aux Forges de Vulcain : Les majorettes, elles, savent parler d’amour. Les romans qui suivent sont fortement inspirés de sa vie personnelle, et des nombreux métiers qu’il a exercés pour gagner sa vie, notamment Les femmes n’aiment pas les hommes qui boivent et Il n’y a pas de sparadraps pour les blessures du cœur, écrits sous forme de feuilleton, qui commencent à être remarqués par des libraires et des journalistes,,.
Son cinquième roman, L’amour est une maladie ordinaire, bénéficie d’une Bourse d’écriture du Centre national du livre et paraît en 2017 aux éditions Le Tripode. Finaliste 2018 du prix Hors Concours des lycéens, il attire l’attention de la presse, et celle d’Amélie Nothomb, qui accepte que son nom soit utilisé pour la promotion du livre.
Il écrit ensuite le scénario d’une BD dessinée par Elena Vieillard, La Brigade de répression du félinisme, ou Comment l’homme a vaincu le chat pour sauver l’amour, parue chez La Boîte à bulles en 2019.
Son sixième roman, États d’urgence, paru en 2022 aux éditions Le Tripode, évoque la période de restrictions de liberté traversée par les Français en 2020-2021.
Parallèlement, après plusieurs courts métrages, il réalise en 2024 son premier long-métrage, Des voix, pour lequel il obtient le prix du meilleur réalisateur au Festival international du film de Bretagne.

## Œuvres

### Romans
- Les majorettes, elles, savent parler d’amour, éditions Aux Forges de Vulcain, 278 pages, 2011,  (ISBN 9782919176014)
- Les femmes n’aiment pas les hommes qui boivent, éditions Aux Forges de Vulcain, 292 pages, 2012,  (ISBN 9782919176083)
- Il n’y a pas de sparadraps pour les blessures de cœur, éditions Aux Forges de Vulcain, 365 pages, 2013,  (ISBN 9782919176243)
- Il faut croire en ses chances, éditions Aux Forges de Vulcain, 258 pages, 2014,  (ISBN 9782919176304)
- L’amour est une maladie ordinaire, éditions Le Tripode, 256 pages, 2017,  (ISBN 9782370551238)
- États d’urgence, éditions Le Tripode, 280 pages, 2022,  (ISBN 9782370553133)

### Nouvelles
- Une larme de porto contre les pensées tristes, éditions Aux Forges de Vulcain, 82 pages, 2013,  (ISBN 9782919176380)
- La lumière rend aveugle, éditions Antidata, 2015

### Récit
- Silhouette minuscule, avec Anna Streese, éditions Aux Forges de Vulcain, 56 pages, 2013,  (ISBN 9782919176373)

### Bande dessinée
- La Brigade de répression du félinisme, ou Comment l’homme a vaincu le chat pour sauver l’amour, scénario de François Szabowski, dessin d'Elena Vieillard, éditions La Boîte à bulles, juin 2019, 128 p.  (ISBN 9782849533437)

## Filmographie
Sauf indication contraire, les informations mentionnées dans cette section peuvent être confirmées par les bases de données cinématographiques IMDb et Allociné,  présentes dans la section « Liens externes ».

### Réalisateur et scénariste
- 2015 : Well (court métrage)
- 2016 : Johnny, ou les infortunes de la vertu (court métrage)
- 2016 : Révolutionnaire (court métrage)
- 2017 : La Conquête de la Belgique (court métrage)
- 2017 : Le Drame de la destinée humaine (court métrage)
- 2017 : La Vacuité éternelle (court métrage)
- 2017 : Je suis un peepshow (court métrage)
- 2018 : La Règle du jeu (court métrage)
- 2020 : L'Adultère au temps du confinement (court métrage)
- 2020 : Prunelle (court métrage)
- 2022 : Jouir à Limoges (court métrage)
- 2023 : Les Nébuleuses (court métrage)[13]
- 2024 : Des voix (long métrage)

### Scénariste seulement
- 2017 : Mermaids (court métrage) de Nicolas Bellaiche
- 2017 : Wake Up (court métrage) de Nicolas Bellaiche

## Théâtre
Sauf indication contraire ou complémentaire, les informations mentionnées dans cette section peuvent être confirmées par la base de données Les Archives du spectacle.
- 2019 : Comme une pomme de pin dans un Moon-boot d’Aurélia Monfort - collaboration à l'écriture
- 2023 : Ça sent l'eucalyptus ou Comment je suis devenue bûcheronne - coécriture avec Marjolaine Pottlitzer